# Natascha Hopkins
Natascha Cassandra Hopkins (* 31. Dezember 1978 in Worms, Rheinland-Pfalz) ist eine US-amerikanische Stuntfrau und Schauspielerin.

## Leben
Die Tochter des farbigen G.I. Owen Hopkins und dessen Frau Gwen wuchs als Kleinkind in Worms auf, ehe sie mit ihrer Familie nach Saudi-Arabien umzog und dort die kommenden fünf Jahre verbrachte. Zurück in den Staaten, folgte sie ihren Eltern auf die Militärstützpunkte in Texas (unter anderem El Paso) und Oklahoma. Von jeher sehr sportlich, brachte es Natascha in den USA als Turnerin zu Meisterschaftsehren. Mit Beginn des neuen Jahrtausends beschloss sie, zum Film zu gehen, und absolvierte zunächst Auftritte als Statistin. Nachdem sie Stuntmen bei der Arbeit zugeschaut hatte, begeisterte sie sich rasch für diesen Beruf.
In nur sechs Monaten erhielt Natascha Hopkins eine Rundumausbildung zur Stuntfrau. Ihre erste stark herausfordernde Arbeit sollte der Actionfilm Smokin’ Aces werden. Natascha Hopkins sprang in der Folgezeit als Filmdouble in Actionsequenzen für Schauspielerinnen wie Dana Davis, Halle Berry und Zoë Kravitz (in ihrem neuesten Film After Earth) ein. Neben dem Kinofilm bekam auch das Fernsehen mehr und mehr Bedeutung für die gefragte Stuntfrau. Regelmäßige Hopkins-Stunts sind in Serien wie The Shield – Gesetz der Gewalt, Raven blickt durch, Veronica Mars, Fashion House, Wicked Wicked Games, American Heiress und Heroes zu sehen. Sporadische Einsätze leistete sie in einzelnen Folgen von Without a Trace – Spurlos verschwunden, Boston Legal, CSI: Den Tätern auf der Spur, Castle, Californication, Private Practice, Southland, Sons of Anarchy, Ghost Whisperer – Stimmen aus dem Jenseits, Numbers – Die Logik des Verbrechens, Vampire Diaries, Dollhouse, Emergency Room – Die Notaufnahme und CSI: Miami.
Zu den wichtigsten Kinofilmen mit Hopkins-Stunts gehören vor allem die zwei Folgen der Transformers-Reihe und Spider-Man 3. Immer wieder trat Natascha Hopkins mit kleinen, durchgehend hohe Sportlichkeit verlangenden Rollen auch als Schauspielerin vor die Kamera. Am besten in Erinnerung ist sie mit dem Part der Vixen in Der Kaufhaus Cop. Dort verkörperte sie ein Mitglied einer in großem Stil ein Einkaufszentrum überfallende Gangsterbande, das durch die aufgrund des Gewichts von Kevin James herunterkrachende Belüftungsanlage k. o. geht.
Mit der auf Sport- und Fitnessoutfits spezialisierten Bekleidungsfirma Capo Nata besitzt Natascha Hopkins in Hollywood ihr eigenes Modelabel. Die Stuntfrau hat eine ältere Schwester namens Sherry (verehelichte Gonzales).

## Filme
als Stuntfrau, wenn nicht anders angegeben
- 2004: CSI: Miami (auch Rolle)
- 2004–2006: Raven blickt durch (auch Rolle)
- 2005: Resurrection: The J.R. Richard Story (nur Rolle)
- 2005: Treasure in tha Hood (nur Rolle)
- 2005: Venom – Biss der Teufelsschlangen (nur Rolle)
- 2005: Sky High – Diese Highschool hebt ab!
- 2005: The Shield – Gesetz der Gewalt
- 2006: Bierfest
- 2006: Fashion House
- 2006: Veronica Mars
- 2006: Dreamgirls
- 2006: President Evil
- 2007: Transformers
- 2007: Smokin’ Aces
- 2007: Spider-Man 3
- 2007: Heroes
- 2007: Freedom Writers
- 2007: Plan B (Kurzfilm; Rolle, Drehbuch, Produktion)
- 2008: House Bunny
- 2008: SIS (nur Rolle)
- 2009: Crank 2 – High Voltage
- 2009: Der Kaufhaus Cop (nur Rolle)
- 2009: Vicious Circle (nur Rolle)
- 2009: Star Trek
- 2009: Gamer
- 2010: Nobody Smiling
- 2010: CSI: NY (nur Rolle in einer Episode)
- 2011: Transformers 3
- 2011: Larry Crowne
- 2012: Project X
- 2012: Commander and Chief
- 2012: Bad Ass
- 2012: Django Unchained
- 2013: Ghost Movie
- 2013: The Call – Leg nicht auf!
- 2013: After Earth
- 2013: Mad Max: Fury Road